# (3763) Qianxuesen
(3763) Qianxuesen (1980 TA6) – planetoida z pasa głównego asteroid okrążająca Słońce w ciągu 3,38 lat w średniej odległości 2,25 j.a. Została odkryta 14 października 1980 roku.